# Болгар (притока Можу)
Болгар, Карамушина — річка на території  Валківської міської територіальної громади Богодухівського району Харківської області. Ліва притока Можу (басейн Сіверського Донця).

## Опис
Довжина 13,7 км (разом  із  ставком біля  с. Петренкове), похил річки — 2,17 м/км, найкоротша відстань між витоком і гирлом — 10,17 км, коефіцієнт звивистості річки — 1,35. Формується з декількох водойм. Ширина  русла  до  8 м (у  с. Піски). Глибини  незначні (до  1,3 м). Повінь  весняна, на  початку  ХХІ  ст. виражена  слабко. Влітку  маловодна (витрата  води  від  0,025 куб. м/с  до  0,09 куб. м/с).
Біля  сіл  Петренкове, Шевченкове  та  Костів  на  річці  створені  три  ставки  загальною  площею  105,5 га. Вони  використовуються  як  об'єкти  для  товарного  розведення  та  спортивного  лову  риби. На  березі  петренківського  ставу  створений  рекреаційний  комплекс  "Затишок". У  нижній  течії  води  річки  використовуються  для  очищення  стічних  вод, які  надходять  з  міста  Валки. 
Площа басейну 62,5 км². Густота  річкової  сітки  у  басейні  Карамушиної  0,262 км/кв. км. Довжина  басейну  річки  11, 82 км, середня  ширина - 3,15 км (найбільша - 8,9 км), довжина  вододільної  лінії  приблизно  37,2 км. Постійних  приток  не  приймає. 
Басейн  Карамушиної  межує  з  річковими  басейнами  річок  Мжа (Мож), Турушка, Черемушна, Мокрий Мерчик. 
У  басейні  Карамушиної  залягають  численні  корисні  копалини : частини  Валківської  і  Добропільської  площ  Мерчицького  родовища  титано-цирконових  пісків, родовища  силікатної  сировини (Валківське-4, Литвинівське, Пісківське), Валківське  родовище  кухонної  солі (запаси  понад  1 млрд. т), Валківське  родовище  розсолів. Поблизу  села  Петренкове  відслонюються  кварцові  піски  берецької  світи  та  четвертинні  лесоподібні  суглинки, які  мають  промислове  значення, а  у  балці  Макортет - білі  кварцові  піски.  

## Розташування
Карамушина бере початок на  південь  від села Хворостове, у  місці  злиття  балок  Макортет і Болгар. Абсолютна  висота  витоку - 150 м, гирла - 120,3 м. Падіння  річки - 29,7 м. Тече переважно на південний захід у межах сіл Петренкове, Шевченкове, Піски.

## Притоки
- Герасимів яр - права притока у верхів'ї, витік знаходиться у селі Шлях[3]
- Яр Крутий - права притока, протікає східніше села Хворостове[4]
- Яр Хворостів - права притока, починається у селі хворостове, тече на південь і впадає у Болгар на східній околиці села Петренкове[5]
- Яр Рогів - права притока, починається у селі Рогівка, тече переважно на південний схід і впадає в Болгар у селі Петренкове[6]
- Балка Суха - ліва притока, впадає у селі Шевченкове [7]
- Балка Шляхова - ліва притока, впадає у селі Шевченкове [8]
- Балка Кіндратова - права притока, впадає південніше села шевченкове. У ХІХ ст. у верхів'ї балки існував хутір Кіндратська-долина[9]
- Яр Куций - ліва притока, витік північніше села Литвинівка[10]